# Billy Mays
William Darrell „Billy“ Mays, Jr. (20. červenec, 1958 McKees Rocks – 28. červen, 2009) byl americký teleshoppingový prodavač známy hlavně jako propagátor nejrůznějších výrobků své firmy Mays Promotions v televizi Home Shopping Network.